# ده فاطمی
ده فاطمی، روستایی است از توابع بخش مرکزی شهرستان هیرمند در استان سیستان و بلوچستان ایران.

## جمعیت
این روستا در دهستان مارگان قرار داشته و براساس آخرین سرشماری که توسط مرکز آمار ایران در سال ۱۳۸۵ صورت گرفته، جمعیت آن ۲۴نفر (۶خانوار) بوده‌است.